# Episodi di Ghost Whisperer - Presenze (seconda stagione)
La seconda stagione della serie televisiva Ghost Whisperer - Presenze è stata trasmessa negli Stati Uniti dal 22 settembre 2006 all'11 maggio 2007, mentre in Italia è stata trasmessa in prima visione dal 20 febbraio 2007 al 17 luglio 2007 sul canale satellitare Fox Life e dal 4 dicembre 2007 al 28 agosto 2008 su Rai 2.
I dati relativi allo share e agli spettatori sono riferiti alla prima trasmissione in chiaro in Italia.
| nº | Titolo originale        | Titolo italiano              | Prima TV USA      | Prima TV Italia  |
| -- | ----------------------- | ---------------------------- | ----------------- | ---------------- |
| 1  | Love Never Dies         | Inquietudine                 | 22 settembre 2006 | 20 febbraio 2007 |
| 2  | Love Still Won't Die    | L'amore non muore mai        | 29 settembre 2006 | 27 febbraio 2007 |
| 3  | Drowned Lives           | Quando le vite annegano      | 6 ottobre 2006    | 6 marzo 2007     |
| 4  | The Ghost Within        | Il fantasma nel cuore        | 13 ottobre 2006   | 13 marzo 2007    |
| 5  | A Grave Matter          | La tomba sbagliata           | 20 ottobre 2006   | 20 marzo 2007    |
| 6  | The Woman of His Dreams | La ragazza dei suoi sogni    | 27 ottobre 2006   | 27 marzo 2007    |
| 7  | A Vicious Cycle         | Un circolo vizioso           | 3 novembre 2006   | 3 aprile 2007    |
| 8  | The Night We Met        | La notte del nostro incontro | 10 novembre 2006  | 10 aprile 2007   |
| 9  | The Curse of the Ninth  | La maledizione della nona    | 17 novembre 2006  | 17 aprile 2007   |
| 10 | Giving Up The Ghost     | L'ombra del battitore        | 24 novembre 2006  | 24 aprile 2007   |
| 11 | Cat's Claw              | Unghia di gatto              | 15 dicembre 2006  | 1º maggio 2007   |
| 12 | Dead to Rights          | Il diritto di andarsene      | 5 gennaio 2007    | 8 maggio 2007    |
| 13 | Déjà Boo                | Déjà vu                      | 12 gennaio 2007   | 15 maggio 2007   |
| 14 | Speed Demon             | Il demone della velocità     | 2 febbraio 2007   | 22 maggio 2007   |
| 15 | Mean Ghost              | Il fantasma cattivo          | 9 febbraio 2007   | 29 maggio 2007   |
| 16 | The Cradle Will Rock    | Il segreto della culla       | 16 febbraio 2007  | 5 giugno 2007    |
| 17 | The Walk-In             | Zombie                       | 23 febbraio 2007  | 12 giugno 2007   |
| 18 | Children Of Ghosts      | Maternità negata             | 30 marzo 2007     | 26 giugno 2007   |
| 19 | Delia's First Ghost     | Il primo fantasma di Delia   | 6 aprile 2007     | 19 giugno 2007   |
| 20 | The Collector           | Il collezionista             | 27 aprile 2007    | 3 luglio 2007    |
| 21 | The Prophet (1)         | Il profeta                   | 4 maggio 2007     | 10 luglio 2007   |
| 22 | The Gathering (2)       | La cerimonia                 | 11 maggio 2007    | 17 luglio 2007   |

## Inquietudine
- Titolo originale: Love Never Dies
- Diretto da: John Gray
- Scritto da: John Gray

### Trama
Andrea non sembra ancora essersi resa conto di essere morta e Melinda cerca di dirle la verità, ma è ostacolata nuovamente da Romano, che cerca di attirare Andrea dalla sua parte, impedendole di passare oltre. Per sapere qualcosa di più su Romano, Melinda si reca da uno studioso dell'occulto, Rick Payne (che diventerà suo amico e l'aiuterà nei prossimi casi fino alla fine della terza stagione), grazie al quale scopre che l'uomo era di origini spagnole ed era capo di una setta satanica. Scopre anche che l'uomo è morto suicida anni prima, inducendo l'intera Setta a fare lo stesso. Alla fine, Melinda riesce finalmente a indurre Andrea a passare oltre, anche grazie all'aiuto del fratello di quest'ultima, Mitch. Andrea infatti si sentiva in colpa nei confronti del fratello per aver sperato che fosse lui a essere morto e non lei. Mitch le comunica che lui avrebbe desiderato che lei si salvasse e Andrea è così libera di passare oltre. Riesce così a sconfiggere Romano, che non troverà mai più pace tra le ombre.
- Altri interpreti: Dondre T. Whitfield (Mitch Marino), Michael Landes (Kyle McCall), Jay Powell (Bob), David Douglas (Ray), Douglas Bierman (uomo che ride), Gregg Daniel (ministro), George Hertzberg (giornalista), Anthony Russell (Pete), John Walcutt (Romano)
- Ascolti Italia: telespettatori 2 563 000 – share 9,29%[1]

## L'amore non muore mai
- Titolo originale: Love Still Won't Die
- Diretto da: John Gray
- Scritto da: John Gray

### Trama
Melinda fa la conoscenza dell'agente immobiliare Delia Banks, che gestisce la sua attività vicino al negozio d'antiquariato della ragazza. Delia è madre di un ragazzino che Melinda sorprende a rubare nel suo negozio: ella scopre in seguito che lo spirito di un adolescente cercava di ottenere, attraverso di lui, alcuni biglietti per un concerto entrati in possesso di Melinda. Nel frattempo, questa entra in contatto con il fantasma di un uomo che la prega di cercare la moglie, ma quando Melinda la trova, scopre che i due avevano divorziato e che la donna si è risposata. A questo punto lo spirito si rivela essere Kyle McCall detto Mac, il ragazzo che Melinda frequentava al college e che l'aveva abbandonata, facendola soffrire moltissimo, dopo che lei l'aveva messo a conoscenza delle sue abilità soprannaturali. Ma Mac le confida di essere ancora innamorato e di aver sbagliato a lasciarla. Melinda è ora felicemente sposata ma lo porterà sempre nel cuore, perché Mac era stato il suo primo amore. Grazie anche a una conversazione con l'ex-moglie, in cui vengono chiarite le cose, Mac capisce che non può rimanere sulla Terra a oltranza e finalmente passa oltre.
- Altri interpreti: Michael Landes (Kyle McCall), Lacey Chabert (Donna Ellis), Tyler Patrick Jones (Ned Banks), Greg Cipes (Jamey Barton), David Ramsey (Will Bennett), Marcus Ashley (Michael Ellis), Brian Dunkleman (Jenson), Kaesha Kapur (Janey)
- Ascolti Italia: telespettatori 2 704 000 – share 9,63%[2]

## Quando le vite annegano
- Titolo originale: Drowned Lives
- Diretto da: Frederick E.O. Toye
- Scritto da: Lois Johnson

### Trama
Una coppia di sposini amici di Melinda e di Jim si è appena trasferita in una casa in cui però si verificano continui problemi relativi all'impianto idraulico. Quando si reca a fare loro visita, la sensitiva scopre che il responsabile di tali incidenti è il fantasma di una bambina di 6 anni, Emily, morta per annegamento, tempo prima, nella piscina della casa. Il motivo per cui questa non sia ancora passata oltre non è chiaro a Melinda, che al fine di scoprirlo interpella il fratello della bambina. Il ragazzo le rivela di avere pesanti sensi di colpa per la morte della sorella, che era sotto la sua custodia il giorno in cui morì. Melinda cerca quindi di riunire genitori - separatisi dopo il triste avvenimento - e figli nella loro vecchia casa, cosicché Emily possa vederli di nuovo insieme, rassicurare il fratello e passare oltre tranquillamente.
- Altri interpreti: Nick Chinlund (Frank Morrison), Grace Fulton (Melinda da piccola), Patricia De Leon (poliziotta), Judith Hoag (Angela Morrison), Miles Heizer (Jake Morrison), Tatum McCann (Emily Morrison), Nynno Ahli (Jordan Wright), Tamala Jones (Amy Wright)
- Ascolti Italia: telespettatori 2 757 000 – share 10,17%[3]

## Il fantasma nel cuore
- Titolo originale: The Ghost Within
- Diretto da: Frederick E.O. Toye
- Scritto da: Lois Johnson

### Trama
Melinda si reca al mercatino dell'usato in compagnia di Delia e vi acquista alcune decorazioni in legno. Tornata al negozio, però, queste cominciano a emanare uno strano bagliore agli occhi della sensitiva, che subito dopo vede lo spirito di un giovane. Egli sembra non notare Melinda, ma manifesta un evidente disturbo nei confronti delle decorazioni; la ragazza tenta un approccio, ma egli ripete solo ciò che Melinda dice per poi sparire. Questa decide quindi di tornare al mercatino, dalla donna presso la quale le aveva comprate, Liz, che le dona un'altra decorazione misteriosamente comparsa sul bancone. Toccandola, Melinda ha una visione in cui vede l'interno di un'abitazione e, quando vi si reca, vi trova il corpo del giovane spirito, Dennis, e una ragazza, Christine, in apparente stato di shock. La visita alla clinica in cui Christine è stata portata le permette di scoprire che la giovane soffre di autismo, così come ne soffriva Dennis, e di avere un'altra visione che mostra la morte di Dennis a causa del monossido di carbonio proveniente dal forno. Una terza visione si manifesta a Melinda nello studio del professor Payne, mostrandole una scena in cui Christine viene affidata alle cure di un dottore. A questo punto, la ragazza torna di nuovo alla clinica, dove scopre che le varie decorazioni, se capovolte, diventano un puzzle rappresentante il volto di una donna, che si rivela essere Liz, la madre di Christine. Liz viene contattata da Melinda, la quale viene a sapere di come lei soffra sapendo che la figlia non potrà mai amarla come la madre ama lei. Ma l'amore si dimostra non attraverso ciò che diciamo, ma che facciamo; ed era proprio questo che Dennis desiderava far capire a Liz. Questa quindi si riavvicina dopo molti anni alla figlia e Dennis è libero di passare oltre col sorriso sulle labbra.
- Altri interpreti: Tyler Patrick Jones (Ned Banks), Kevin Weisman (Dennis Hightower), Kirsten Roeters (Receptionist Colleen), Roma Maffia (Dott. Hillary Sloan), Melissa De Sousa (Christine Nelson), L. Scott Caldwell (Liz)
- Ascolti Italia: telespettatori 2 289 000 – share 9,79%[4]

## La tomba sbagliata
- Titolo originale: A Grave Matter
- Diretto da: Eric Laneuville
- Scritto da: Catherine Butterfield

### Trama
Al cimitero Melinda riceve dallo spirito di un uomo una richiesta di aiuto alquanto insolita: il suo corpo è stato sepolto nella tomba sbagliata e lei deve trovare un modo per far sì che si ripari all'errore. Infatti, il nome che compare sulla lapide appartiene a un uomo ancora in vita, un tale Steve Burris, ma che tutti credono morto, compresa la povera moglie. In realtà, era stato proprio lo stesso Burris a farsi credere deceduto, sostituendo i propri documenti con quelli dell'appena conosciuto Adam Godfrey, con il quale aveva trascorso una malinconica serata che era terminata in tragedia: Godfrey aveva perso la vita, colpito da un fulmine. Nonostante in un primo momento si rifiuti di aiutare il pover'uomo, che aveva abbandonato moglie e figlia, Melinda parla con quest'ultima, che però non sembra particolarmente disponibile a parlare del defunto padre. Alla fine, la sensitiva è contattata da Burris e lo convince a tornare dalla moglie, che tutti i giorni lo piange disperata, mentre Adam, soddisfatto, è pronto per passare oltre.
- Guest star: David Paymer (Adam Godfrey/Fantasma).
- Altri interpreti: Todd Sherry (ragazzo di bell'aspetto), Lou Glenn (uomo sanguinante), Wendy Makkena (Jean Godfrey), Harriet Sansom Harris (fantasma di Delia), Daisy Eagan (Drew Godfrey), Peter Friedman (Steve Burris), Wendy Gazelle (Shelby Burris)
- Ascolti Italia: telespettatori 2 362 000 – share 8,54%[5]

## La ragazza dei suoi sogni
- Titolo originale: The Woman Of His Dreams
- Diretto da: John Showalter
- Scritto da: Catherine Butterfield

### Trama
Durante una partita a poker con gli amici, Jim entra in contatto con il fantasma di una donna, che non potendo essere vista, manifesta la sua presenza attraverso strani avvenimenti e indizi. Jim deve oltretutto sbrigarsela da solo, perché Melinda è fuori città. Grazie all'aiuto del professor Payne, Jim scopre che si tratta di Eva, sua compagna di liceo, tanto poco attraente da giovane, tanto affascinante da diventare modella affermata da adulta. Tutti sono convinti che la ragazza sia morta durante un'operazione di appendicite, ma in realtà si trovava in ospedale per un intervento di chirurgia plastica. Eva è molto affezionata a Jim: ella rimpiange le sue scelte di vita, una vita di illusione e apparenza, e Jim ha il merito di averla fatta sentire bella per la prima e unica volta, durante un ballo studentesco. Melinda, tornata in città, incontra Eva che la prega di dissuadere la sorella a intraprendere la sua stessa vita sulla passerella.
- Altri interpreti: Tom Wilson (Tim Flaherty), Talon Aiden Hunt (Jim da giovane), Maitland McConnell (Eva da giovane), Marco Sanchez (Freddy Diaz), John Eric Bentley (Ritchie Peterson), Tom Beyer (ragazzo al banco), Cindy Pickett (Marybeth), Andrea Bogart (Linda), Debi Mazar (Josie), Markie Post (Diana), Amanda Tosch (Eva)
- Ascolti Italia: telespettatori 2 755 000 – share 9,92%[6]

## Un circolo vizioso
- Titolo originale: A Vicious Cycle
- Diretto da: Eric Laneuville
- Scritto da: Jeannine Renshaw

### Trama
Durante la sua prima notte in campeggio con Jim, Melinda entra in contatto con lo spirito di una donna, Anna, che sta cercando disperatamente la figlia. Stando a quanto le racconta il marito, Melinda viene a sapere che Anna aveva abbandonato lui e la figlia, ma il fantasma comincia lentamente a ricordare e rivela le cose come successero realmente: una sera di 20 anni prima, Anna era scappata di casa portandosi dietro la bambina, Lane, dopo che il marito l'aveva picchiata di nuovo; distratta dalle lacrime, aveva perso il controllo della macchina ed era finita in un bosco. Nevicava parecchio e Anna, per non congelare, aveva pensato fosse meglio mettersi in movimento, ma si sbagliava: era morta assiderata poco dopo. Miracolosamente, la figlia era riuscita a sopravvivere, tenuta in vita dal calore della madre. Ora, Anna vuole che la figlia sappia cosa accadde quella notte e che il padre le riveli i suoi comportamenti violenti di tanti anni prima, affinché ella smetta di essere vittima delle violenze del fidanzato e non commetta i suoi stessi errori.
- Altri interpreti: Bess Wohl (Anna Fowler), Robert Curtis Brown (Brad Fowler), Lindy Booth (Lane Fowler), Scott Holroyd (Todd Kern), John Nielsen (Andy Rieser), Nicolette Collier (Lane da piccola), Samantha Beaulier (cliente), Elizabeth Bennet (mamma)
- Ascolti Italia: telespettatori 2 480 000 – share 8,74%[7]

## La notte del nostro incontro
- Titolo originale: The Night We Met
- Diretto da: Peter O'Fallon
- Scritto da: David Fallon

### Trama
Melinda e l'amica Delia assistono allo spegnimento di un incendio appiccato a un ristorante durante il quale Melinda scorge il fantasma di un uomo. Lo spirito è l'evidente responsabile e nel corso dei suoi tentativi di scoprire il motivo di questo gesto Melinda viene a sapere che un anno prima lo stesso ristorante era stato distrutto da un altro incendio, che le indagini stabilirono essere stato appiccato proprio dallo spirito, Warren Chen, uno dei proprietari. Tutto appare inspiegabile fino a quando Melinda vede la moglie di Warren baciare il suo amico e secondo proprietario del ristorante: lo spirito è rimasto quindi sulla Terra a causa della relazione fra i due. La sensitiva cerca di porre rimedio a tale situazione, facendo in modo che la moglie Lilly spieghi al marito che non ha mai smesso di amarlo e che la storia con l'amico Jesse era nata dalla disperazione per la sua morte. Grazie a questo chiarimento inoltre, Warren ricorda cosa successe realmente quella sera: l'incendio non era stato appiccato da lui, ma da Jesse, disperato per come stessero andando gli affari. Tutta la vicenda porta Melinda a rivivere la notte del suo primo incontro col marito Jim, avvenuto proprio durante lo spegnimento di un incendio.
- Altri interpreti: Tim Kang (Warren Chen (fantasma in fiamme)), Time Winters (James Sutherland), Rob Smith (Ken), Alexandra Bokyun Chun (Lilly Chen), Marc Raducci (Noah), Marco Sanchez (Freddy Diaz), Beverly Todd (Sheri Powell), Jason Gedrick (Jesse Sutton)
- Ascolti Italia: telespettatori 2 782 000 – share 10,31%[8]

## La maledizione della nona
- Titolo originale: The Curse Of The Ninth
- Diretto da: Peter Werner
- Scritto da: Breen Frazier

### Trama
Durante un concerto Melinda conosce Brandon, un giovane cameriere che faceva parte di un gruppo musicale chiamato "Crimson Doves", scioltosi dopo la morte del cantante, Jared. Lo sfortunato Brandon è tormentato proprio dallo spirito del suo migliore amico ex-cantante del gruppo, oltre che dal fantasma del padre. A questo punto la sensitiva viene a conoscenza della storia del ragazzo e dei suoi rapporti con il padre e con l'amico. A Brandon era stata insegnata l'arte musicale dal padre, grande compositore, che era morto prima di terminare la sua decima sinfonia e che non aveva accettato l'idea che il figlio suonasse in un gruppo. Da principio Melinda crede che il padre voglia continuare a ostacolarlo anche dopo la morte, ma in seguito la ragazza scopre che è il fantasma di Jared a impedire che Brandon continui a suonare. In particolare, egli non vuole che Brandon suoni una canzone che aveva scritto per la sua ragazza, di cui era molto geloso. Il padre, al contrario, desidera finalmente che il figlio riprenda a comporre canzoni. Brandon alla fine trova il coraggio e interpreta la canzone da lui composta ed il padre può passare oltre. Ma la stessa cosa non accade per Jared: lo spirito è intenzionato a rimanere sulla Terra. Nel frattempo, Ned scopre che Melinda può vedere i fantasmi, ma grazie a Jim il segreto rimane al sicuro: i due stipulano infatti un duplice accordo di silenzio sui segreti dell'altro.
- Guest star: J.C. Chasez (Samson).
- Altri interpreti: Fredric Lane (Charlie), Susane Lee (assistente), J.P. Pitoc (Jared), Norbert Weisser (Patrick), Neil Hopkins (Brandon), Three Days Grace (loro stessi)
- Ascolti Italia: telespettatori 2 690 000 – share 9,81%[9]

## L'ombra del battitore
- Titolo originale: Giving Up The Ghost
- Diretto da: Peter O'Fallon
- Scritto da: Jim Kouf

### Trama
Melinda si trova ad aiutare Justin, promettente giocatore di baseball del liceo di Grandview. Il giovane battitore è perseguitato dal fantasma di Matt, giocatore di baseball professionista, morto in un incidente d´auto e che ora cerca di impossessarsi del suo corpo, per poter rivivere la partita della sua vita. Melinda avrà il difficile compito di liberare Justin da questo spirito, tanto più che il ragazzo è disorientato, confuso e spaventato da quello che gli sta accadendo.
- Altri interpreti:Tyler Patrick Jones (Ned Banks), Jeremy Roenick (Art l'assistente coach), Haran Jackson (Sean), John Mese (coach John Heath), Max Adler (Craig), Mehcad Brooks (Justin Cotter), Christopher Wiehl (Matt Vonner a.f.k. fantasma), Nathan Dana Aldrich (dottore), Jaqueline Wright (Heather), Micheal Waltman (Ricky), Zack Stewart (terzo giocatore), Jean St. James (Betty), Vernee Watson Johnson (Traci Cotter).
- Ascolti Italia: telespettatori 2 723 000 – share 9,67%[10]

## Unghia di gatto
- Titolo originale: Cat's Claw
- Diretto da: Victoria Hochberg
- Scritto da: Jim Kouf

### Trama
Melinda comincia ad avere visioni inquietanti nelle quali le sembra di correre nel bel mezzo di una giungla mentre imperversa un temporale. In una di queste visioni la ragazza nota un bellissimo fiore giallo. Grazie all'aiuto del professor Payne, Melinda scopre che il fiore da lei visto è conosciuto come "unghia di gatto". Un importante e stimato ricercatore, Martin Schear, aveva organizzato una spedizione nella giungla appositamente per trovare questa pianta a lungo ricercata, e proprio durante questa spedizione era morto a causa di una malattia tropicale. Ora, il suo spirito si rivolge a Melinda affinché la sua ex-fidanzata, che si trovava con lui il fatidico giorno, non si senta in colpa per quanto successo.
- Altri interpreti:Daniel J. Johnson (II) (studente), Julie Ann Emery (dr.ssa Penn Gorgan), Reed Diamond (dr. Martin Schear).
- Ascolti Italia: telespettatori 1 894 000 – share 6,62%[11]

## Il diritto di andarsene
- Titolo originale: Dead To Rights
- Diretto da: Peter Werner
- Scritto da: Wendy Mericle

### Trama
Dopo essere stata all´ospedale con Delia, Melinda comincia a essere perseguitata da terribili visioni, causate da uno spirito che sta cercando di comunicare con lei. Melinda scopre che si tratta del fantasma di Hugh Briscow, un ragazzo entrato in coma dopo un intervento chirurgico, e il motivo per cui non riesce a comunicare con lei è che il suo corpo è tenuto in vita da dei macchinari perciò il suo spirito è in una sorta di limbo tra vita e morte. Hugh vuole l'aiuto di Melinda per chiarire la situazione tra sua moglie, che vuole staccare le macchine - perché convinta di rispettare la volontà del marito - e i suoi genitori, che invece non le vogliono staccare, e dire finalmente la verità.
- Guest star: Marguerite Moreau (Lisa Bristow), Brad Rowe (Hugh Bristow), Barry Sigismondi (Guard), Mimi Kuzyk (Janet Bristow), William Russ (Bill Bristow), Monica McSwain (Debra)
- Ascolti Italia: telespettatori 1 914 000 – share 7,19%[11]

## Deja vu
- Titolo originale: Deja boo
- Diretto da: Gloria Muzio
- Scritto da: Lois Johnson

### Trama
Melinda ospita a cena una sua vecchia amica, Holly, che è incinta e suo marito Scott. Durante la cena Holly si sente malissimo, a causa dello spirito di un ragazzo che la perseguita e viene ricoverata in ospedale. Il fantasma si ripresenta a Melinda, sotto la forma di Eric, un ragazzo con un negozio di magliette, poi di John, un contadino, di Oscar, un universitario ed infine di Richard. Melinda scopre così che Eric è uno spirito che si è reincarnato per quattro volte, che ricorda ogni vita che ha vissuto e che tormenta Holly perché si deve reincarnare in suo figlio, ma lui non vuole tornare, e farà di tutto per ostacolare questa nascita.
- Guest star: Thomas F. Wilson (Tim Flaherty), Damien Leake (Doctor Chiles), Tamara Braun (Brenda Sanborn), David Clayton Rogers (Eric Sanborn), Niklaus Lange (Scott Newman), Monica Keena (Holly Newman)
- Ascolti Italia: telespettatori 2 236 000 – share 7,67%[12]

## Il demone della velocità
- Titolo originale: Speed Demon
- Diretto da: James Frawley
- Scritto da: Alan DiFiore

### Trama
Mentre Melinda sta tornando in città dopo essere stata fuori per affari, la sua auto si ferma e le appare lo spirito di un ragazzo con le sembianze di un teschio che l'avverte della morte di qualcuno. Nel frattempo Melinda viene soccorsa da Cindy, una giovane meccanica della zona, e il fantasma scompare senza aggiungere altro. Melinda scopre che lo spirito è Gordon, il ragazzo di Cindy, e che accusa la sua ragazza della propria morte. Come se non bastasse Cindy fa parte di un gruppo di corse clandestine nelle quali è coinvolto anche Ned, il figlio di Delia, e ora che si sta per svolgere una di quelle pericolose gare, Gordon vuole la sua vendetta, costi quel che costi.
- Guest star: James O'Shea (Billy), Logan Bartholomew (Ray Peters), Rachel Shelley (Kate Payne), Eric Johnson-attore (Gordon Pike), Abigail Spencer (Cindy Brown), Tyler Patrick Jones (Ned Banks)
- Ascolti Italia: telespettatori 2 282 000 – share 8,48%[12]

## Il fantasma cattivo
- Titolo originale: Mean Ghost
- Diretto da: Ian Sander
- Scritto da: Jeannine Renshaw

### Trama
Nel corso della settimana di orientamento al lavoro presso il Grandview High, un liceo di zona, Melinda tiene una conferenza per parlare della sua professione di antiquaria. Mentre si aggira per la scuola, vede il fantasma di Tais, una cheerleader che fa di tutto per sabotare gli allenamenti delle su ex colleghe. Poi incontra un'altra ragazza, Maddy, appena espulsa dal team, che era una cara amica della cheerleader morta.
- Guest star: Tanya Michelle (Kimberly Allen), Mary J. Blige (Jackie Boyd), Jessy Schram (Rana Thomas), Monica Soto (Karen, la cheerleader), Michael Busch (Baggy Pants), Marcus Toji (Cliente), Billy Aaron Brown (Curt Kouf), Michelle Onkingco (Gina Platt), Rhea Lando (Tais Baker), John Sowinski (Studente), Madeline Zima (Maddy)
- Ascolti Italia: telespettatori 2 753 000 – share 13,79%[13]

## Il segreto della culla
- Titolo originale: The Cradle Will Rock
- Diretto da: James Chressanthis
- Scritto da: Jed Seidel

### Trama
Lo spirito di Randy Cooper, un gioielliere morto in seguito a una rapina, chiede aiuto a Melinda perché recapiti un messaggio a sua moglie Lynn. Quando Melinda va a casa della donna, però, viene accolta da Sally, la sorella di Randy, e da suo marito Wyatt che la rinchiude nello scantinato. È stato proprio Wyatt a rapinare il gioielliere e a causarne la morte e ora vuole da Lynn altri soldi. Chiusa nello scantinato Melinda non sa cosa fare, ma per fortuna il fantasma di Randy le consiglia come agire.
- Guest star: Bre Blair (Lynn Cooper), Ismael East Carlo (Uomo), Catherine Christensen (Donna), Brian J. White (Agente Barrett), Chad Donella (Randy Cooper), Shawn Christian (Wyatt Jenkins), Josie Davis (Sally Jenkins).
- Ascolti Italia: telespettatori 2 260 000 – share 12,52%[14]

## Zombie
- Titolo originale: The Walk-in
- Diretto da: Eric Laneuville
- Scritto da: Breen Frazier

### Trama
Il cadavere di Bryan Curtis scompare dall'obitorio e quando il suo spirito si manifesta a Melinda la giovane consulta il professor Payne per venire a capo di questo strano accadimento. Lo spirito di Bryan cerca con difficoltà di comunicare a Melinda quello che sta succedendo al suo corpo. La medium capisce che il corpo dell'uomo è posseduto da un altro spirito che ancora vaga sulla terra. Si tratta di Jason un ragazzino che soffre di distrofia muscolare morto dieci anni prima. Per Melinda non è facile trovare il modo di far trapassare entrambi.
- Guest star: Thomas F. Wilson (Tim Flaherty), Curtis Armstrong (Harold), Jamie Bamber (Bryan Curtis), Dan Byrd (Jason Bennett), Senta Moses (Alyssa Adams), Nikki McCauley (Cute Girl), Amber Mead (Stephanie Hardwick), David Giuntoli (Rick)
- Ascolti Italia: telespettatori 2 101 000 – share 11,29%[15]

## Figli di fantasmi
- Titolo originale: Children Of Ghosts
- Diretto da: Frederick E.O. Toye
- Scritto da: Teddy Tenenbaum

### Trama
Melinda conosce una ragazzina di nome Julie Parker, rimasta orfana e con un passato difficile alle spalle. Decisa ad aiutarla, convince Jim a prenderla in affidamento. Julie è costantemente affiancata dal fantasma di Valerie, la madre adottiva, che manda all'aria ogni tentativo di adozione della giovane perché vuole che si ricongiunga con la sua vera madre e chiede a Melinda di aiutarla nel suo intento.
- Guest star: Lisa Waltz (Heather), John Billingsley (Mike), Jenna Boyd (Julie Parker), Kathleen Wilhoite (Valerie), Brian J. White (Agente Barrett), Pat Crawford Brown (Bertha), Lisa Darr (Amanda Garnett), César Millán (se stesso), Lenny von Dohlen (Steve Wheeler)
- Ascolti Italia: telespettatori 2 439 000 – share 12,77%[16]

## Il primo fantasma di Delia
- Titolo alternativo: Il padre di Ned
- Titolo originale: Delia's First Ghost
- Diretto da: Kim Moses
- Scritto da: Jeannine Renshaw

### Trama
L'atteggiamento sconsiderato di Ned risveglia l'attenzione di uno spirito che inizia a tormentarlo. Il fantasma inizialmente cela la sua identità, ma Melinda scopre che si tratta di Charlie, marito di Delia e padre di Ned. Charlie non vuole trapassare prima di aver fatto sapere al figlio che è molto orgoglioso di lui e, soprattutto, vedere Delia fidanzata con l'uomo che anni prima gli salvò la vita. Per via di Charlie, Melinda è costretta a dire a Delia del suo dono di vedere i fantasmi e che vede Charlie. Inizialmente la donna non le crede e s'infuria con lei, ma alla fine dell'episodio si riappacifica con lei anche se non crede fino in fondo che Melinda possa vedere i fantasmi.
- Guest star: D.W. Moffett (Dale), Fredric Lane (Charlie Banks), Thomas F. Wilson (Tim Flaherty), Tyler Patrick Jones (Ned Banks), Bruce A. Young (Chad West), Gil McKinney (Fantasma nudo), Michael Toland (Mathew), Colby Paul (Grant Powers), Muse Watson (Milt Charles), Christina J. Chang (Venditore).
- Ascolti Italia: telespettatori 2 531 000 – share 13,07%[17]

## Il collezionista
- Titolo originale: The Collector
- Diretto da: Ian Sander
- Scritto da: Melissa Jo Peltier e Jim Kouf

### Trama
Trovandosi in una camera mortuaria, Melinda scopre un uomo che riesce a comunicare con gli spiriti, proprio come lei. Andando alla sua ricerca, scopre che si chiama Gabriel e che ha passato parte della sua vita in una clinica psichiatrica per allucinazioni. Trovandosi a suo agio con gli spiriti dei morti, fa in modo che si leghino a lui e non passino oltre. Sembra che qualcosa si stia organizzando perché i fantasmi non possano più andare nella luce.
- Guest star: Ignacio Serricchio (Gabriel Lawrence), Rachel Shelley (Kate Payne), Allison McAtee (MaryJane Rose), Rich Topol (James Sutherland), Warren Christie (Fantasma motociclista), Rachel Cannon (Amy Fields), Chad E. Donella (Randy), J.P. Pitoc (Jared), Ken Davitian (Jake Rose), Scott Allen Rinker (Reggie), Arielle Byron (Customer), Chester Smith (Ken Robert).
- Ascolti Italia: telespettatori 2 465 000 – share 13,44%[18]

## Il profeta
- Titolo originale: The Prophet
- Diretto da: John Gray
- Scritto da: John Gray

### Trama
Una presenza incappucciata continua a tormentare Melinda annunciandole eventi catastrofici per il prossimo futuro. La medium scopre passo dopo passo che gli spiriti intrappolati sulla terra stanno tentando di prendere il sopravvento sul mondo terreno e capisce di essere la chiave per fermare la tragedia che sta per consumarsi a Grandview.
Inoltre, un uomo di nome Graham sta riunendo i ragazzini che scamparono ai precedenti disastri provocati dagli spiriti e il "quinto segno", riguardante la morte di una persona amata, non si è ancora compiuto e preoccupa Melinda. 
- Guest star: Julian Sands (Ethan Clark), Ignacio Serricchio (Gabriel), Thomas F.Wilson (Tim Flaherty), Vivian Wu (Profeta fantasma), Tyler Patrick Jones (Ned Banks), Kathleen Gati (Madre di Elena), Alex Daniels (Autista), Mario Di Donato (Uomo italiano), Alisa Gerstein (Elena), Davide Schiavone (Stefano), Jeremy Shada (Liam).
- Ascolti Italia: telespettatori 2 282 000 – share 12,49%[19]

## La cerimonia
- Titolo originale: The Gathering
- Diretto da: John Gray
- Scritto da: John Gray

### Trama
Ethan Clark contatta Melinda per farle incontrare i quattro bambini sopravvissuti alla tragedia dell'11 maggio. Ethan è ossessionato dai tragici eventi accaduti ultimamente e vuole capirne il senso, soprattutto perché in uno di essi ha perso la vita anche sua moglie. Ed è proprio lo spirito di quest'ultima che ha messo in guardia Melinda avvisandola che gli spiriti sulla terra stanno andando verso l'oscurità anziché verso la luce.
Melinda capisce di dover trovare una connessione tra Gabriel, i cinque segni di avvertimento, i bambini e tra i 4 accadimenti dell'11 maggio, per farlo però si rende conto che le serve la quinta bambina, la chiave!
- Guest star: Julian Sands (Ethan Clark), Ignacio Serricchio (Gabriel), Vivian Wu (Fantasma profeta), June Squibb (Nonna), Kyle Chavarria (Kristen), Tim Guinee (Charlie Filbert), Michael G. Hagerty (Sindaco Millio), Jenny Levine (Jane Hargrove), Grace Fulton (Giovane Melinda), Dee Freeman (Fantasma postino), Charles Mesure (Il Messaggero), Mark Hapka (Fantasma confuso), Jane Wall (Karen), David Schiavone (Stefano), Jeremy Shada (Liam), Alisa Gerstein (Elana).
- Ascolti Italia: telespettatori 2 657 000 – share 13,36%[20]